# Nationaal Paleismuseum

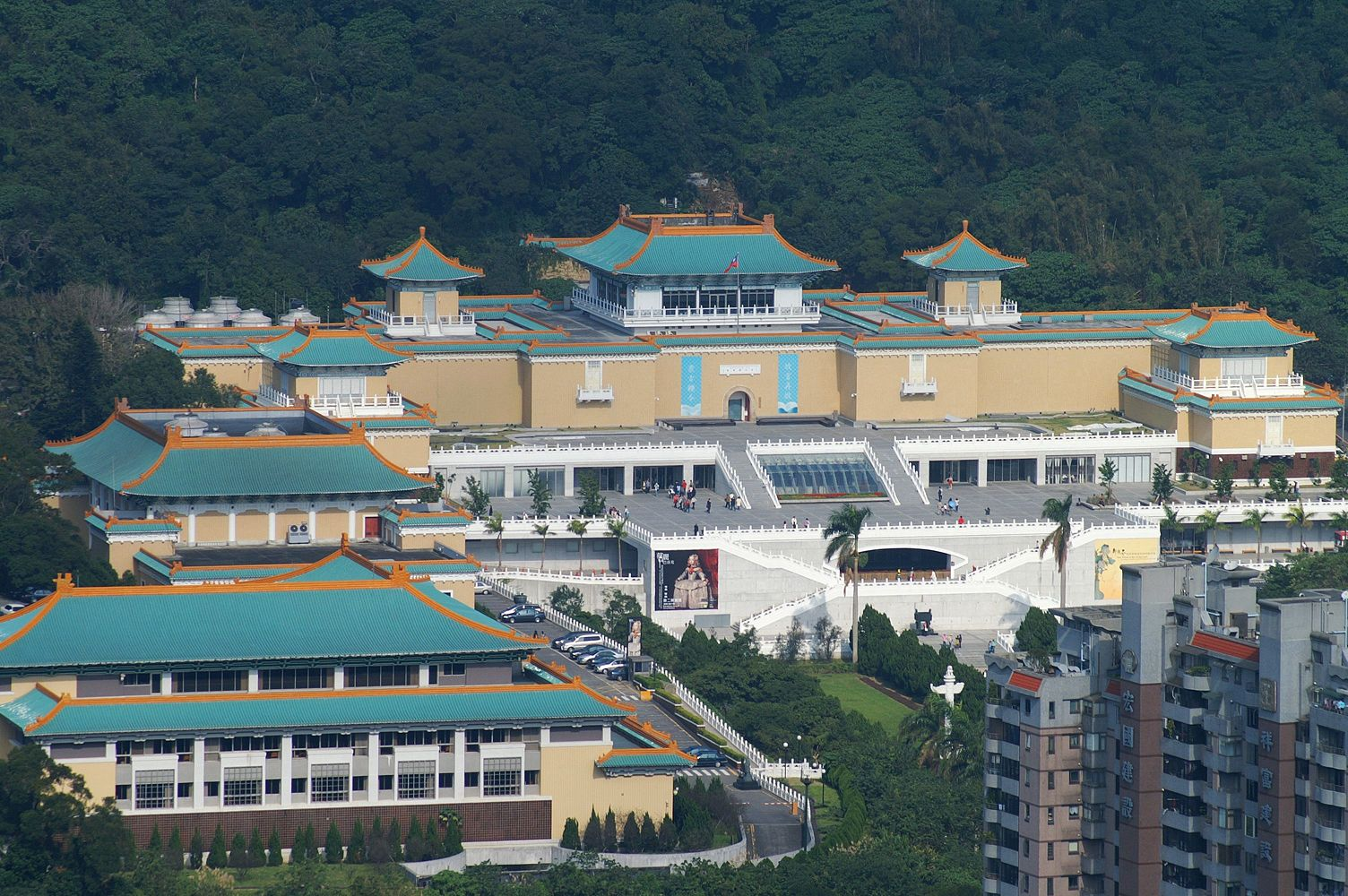
Vooraanzicht van het Paleismuseum. Het gebouw werd in de jaren 70 ontworpen door Taiwanees architect Huang Baoyu, en is, in vergelijkbare stijl met de Verboden Stad, voorzien van jadegroene pannendaken en gele muren.

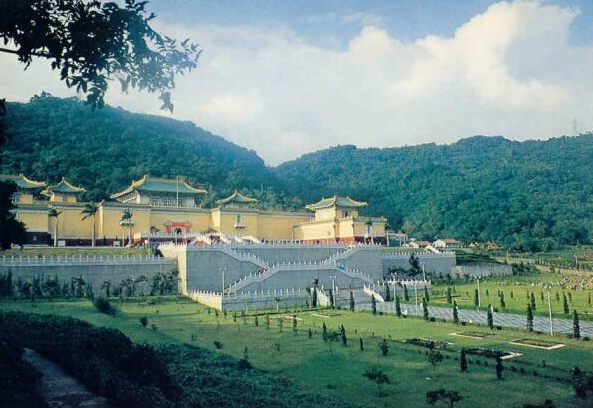
Het Nationaal Paleismuseum in 1970, enkele jaren na de opening van het hoofdcomplex.

Het Nationaal Paleismuseum (traditioneel Chinees: 國立故宮博物院, hanyu pinyin: Gúolì Gùgōng Bówùyùan) is een museum in Taipei, Taiwan. Het heeft een permanente collectie van circa 700.000 artefacten en kunstwerken uit de Chinese geschiedenis, waarmee het museum een van de grootste collecties ter wereld in haar bezit heeft. Het Nationaal Paleismuseum heeft ook een zuidelijke tak, gelegen in Taibao, met als doel noordelijk en zuidelijk Taiwan op cultureel vlak beter in verbinding te brengen. Sinds 2005 behoort het Paleismuseum tot de "Acht Gezichten van Taiwan" (臺灣八景).
In juli 2018 werd Chen Chi-nan benoemd tot nieuwe directeur van het Nationaal Paleismuseum. Vanwege de waarde van de museumcollectie en de culturele link die wordt gelegd met het Chinese vasteland maakt de museumdirecteur deel uit van het kabinet van de Taiwanese president Tsai Ing-wen.

## Geschiedenis
Toen Chinese republikeinen in 1925 voorkwamen dat de laatste keizer uit de Qing-dynastie, Puyi, opnieuw aan de macht kwam, werd besloten het keizerlijk paleis in Beijing om te vormen tot nationaal museum. De museumcollectie bleef aldaar tot 1933, toen Chiang Kai-shek besloot het per trein richting het zuiden te sturen, uit angst voor militaire agressie vanuit Japan. In de daaropvolgende zestien jaar, toen in China zowel de burgeroorlog als de Tweede Chinees-Japanse Oorlog woedde, werd de collectie regelmatig verplaatst. Toen de nationalisten onder leiding van Chiang na het verslaan van Japan in 1945 steeds verder werden teruggedrongen, werd in 1948 besloten de belangrijkste onderdelen van de collectie naar Taiwan te verschepen. Deze eerste verscheping omvatte bijna 250.000 artefacten en zeldzame boekwerken. Het merendeel van de achtergebleven werken werd verdeeld tussen musea in Beijing en Shanghai.
In de jaren 60 werd de naar Taiwan verscheepte collectie voor het grootste deel opgeslagen, en was het niet zichtbaar voor het publiek. In 1957 werd een expositieruimte geopend in het bergdorpje Beigou in Taichung, waar ruimte was voor een tentoonstelling van hoogstens tweehonderd werken. Beigou lag echter vrij afgelegen en was geen geschikte plek voor het trekken van zowel nationale als internationale toeristen. De Uitvoerende yuan besloot daarom begin jaren 70 over te gaan tot de bouw van een nieuw museumcomplex in het noorden van Taipei. In november 1965 werd het Paleismuseum officieel geopend, met een openbare collectie van ruim vijftienhonderd artefacten, waaronder kalligrafie, schilderwerken, wandtapijten, porselein, boekwerken en historische documenten.
De Volksrepubliek China heeft sinds de oprichting van het Nationaal Paleismuseum in Taipei herhaaldelijk beweerd dat de collectie van het Taiwanese museum bestaat uit "gestolen werken", die toebehoren aan musea op het Chinese vasteland. In de afgelopen decennia is de relatie tussen de Paleismusea in Beijing en Taipei echter verbeterd, en in 2009 bezocht de directrice van het Nationaal Paleismuseum als eerste museumdirecteur haar collega in Beijing. Beijing besloot bijna dertig kunstwerken uit te lenen aan het Nationaal Paleismuseum, de eerste culturele uitwisseling van deze soort in zestig jaar tijd. Het betrof portretschilderingen van Qing-keizer Yongzheng (r. 1722–1735) en zijn concubines.

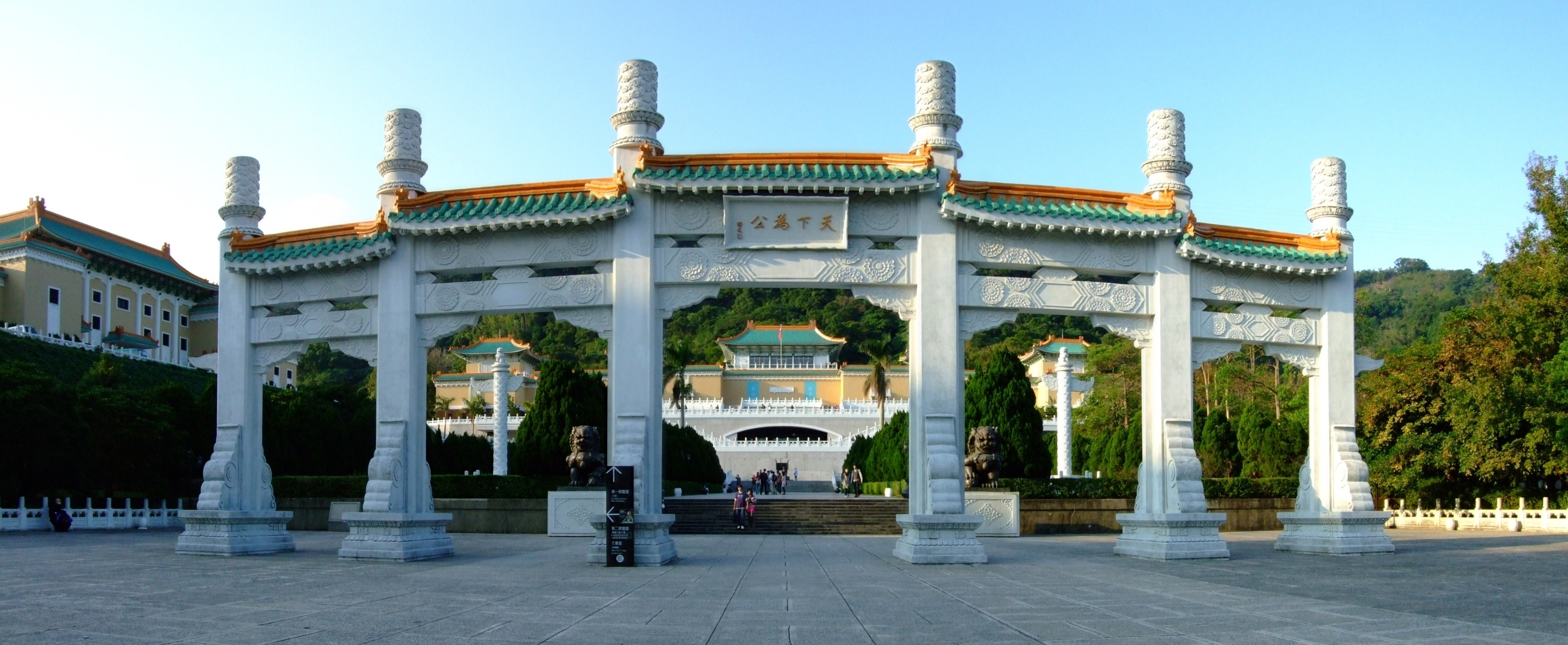
De pailou-poort voor het hoofdgebouw van het Nationaal Paleismuseum in Taipei.

## Collectie
In de laatste jaren van de Chinese burgeroorlog (1945–1949), toen steeds duidelijker werd dat de communisten de nationalisten zouden verslaan, besloot de Guomindang de – in haar ogen – meest waardevolle delen van de collectie van het Paleismuseum in Beijing naar Taiwan te verschepen. De nationalisten hadden hierbij speciale interesse voor artefacten uit de Qing-periode. Tot de museumcollectie behoort een totaalaantal van bijna 700.000 stukken. Een aanzienlijk deel daarvan zijn archiefstukken uit de Qing-periode (386.863), boekwerken (212.169), keramieken (25.555) en bewerkte jade (13.478). Ook bezit het museum duizenden documenten in Mantsjoe, Mongools en Tibetaans, oud-Chinese munten, schilderijen (waarvan het grootste deel hangende rollen), bronswerken, kalligrafie, emaillen en waaiers. Niet meer dan één procent van de totale museumcollectie wordt in het museum tegelijkertijd tentoongesteld.
Het museum promoot Kool van jade, een sculptuur van jade, niet langer dan twintig centimeter, als een van haar belangrijkste pronkstukken. Ook door het publiek wordt het beschouwd als het belangrijkste stuk in de collectie van het Nationaal Paleismuseum. De kool van jade behoort tot de "drie schatten" van het museum (故宮三寶), naast de Vleesvormige steen, uit jaspis gehouwen,  en Mao Gong ding, een oud-Chinese ketel.

Selectie
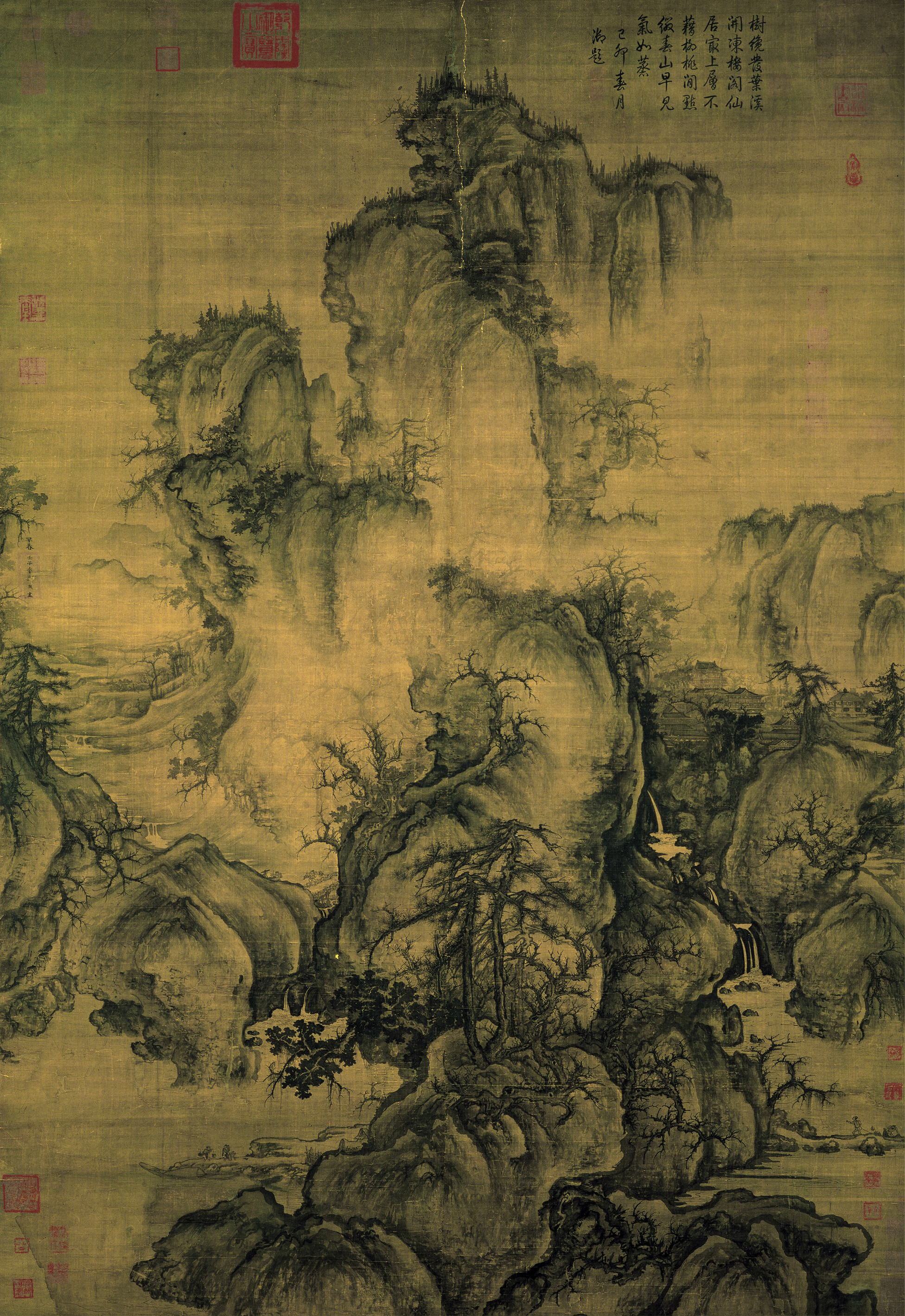
Vroege lente door Guo Xi (1072), hangende rol met gewassen inkt en kleur op zijde
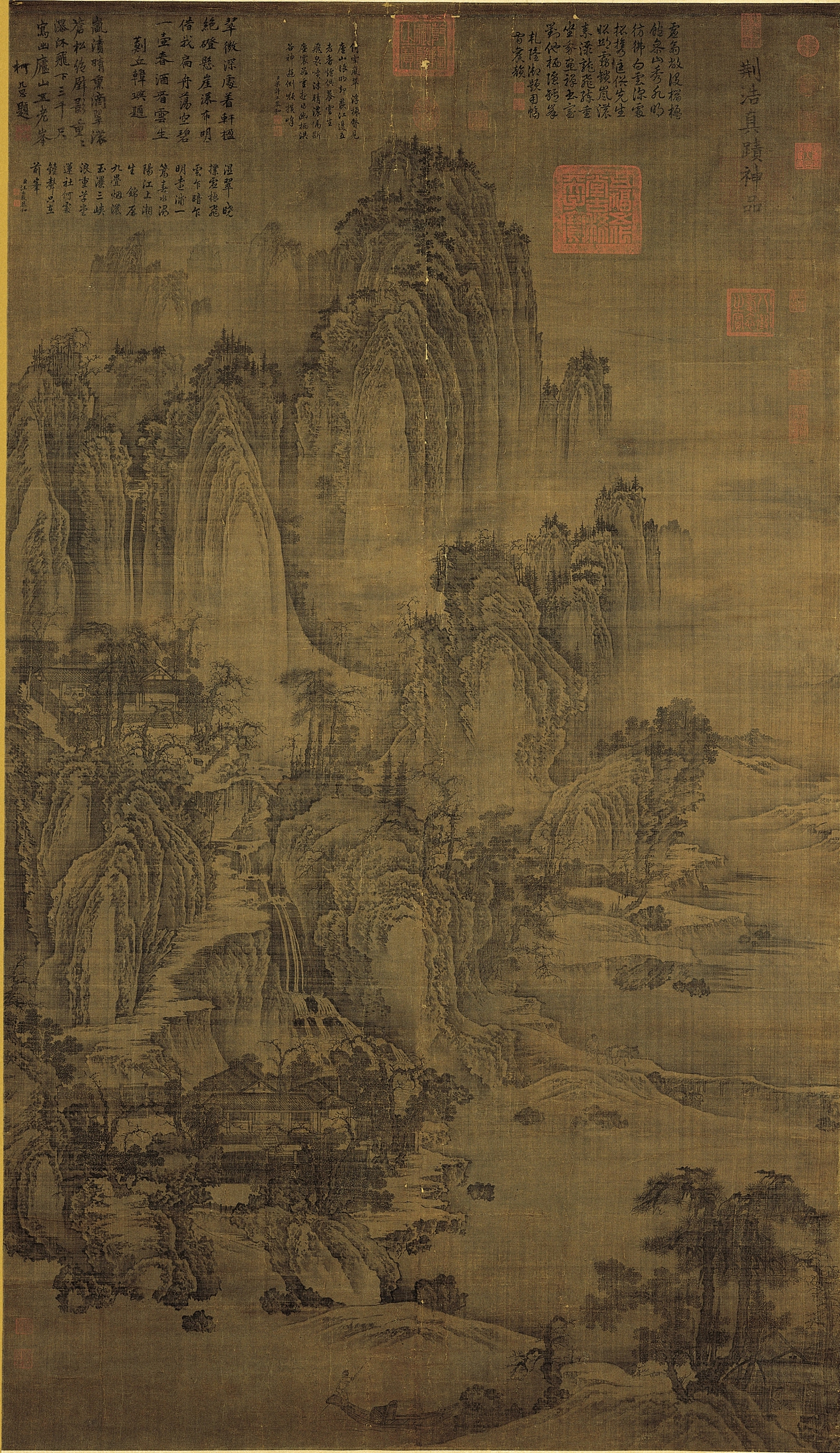
De berg Kuanglu door Jing Hao (ca. 900), hangende rol met inkt en kleur op zijde
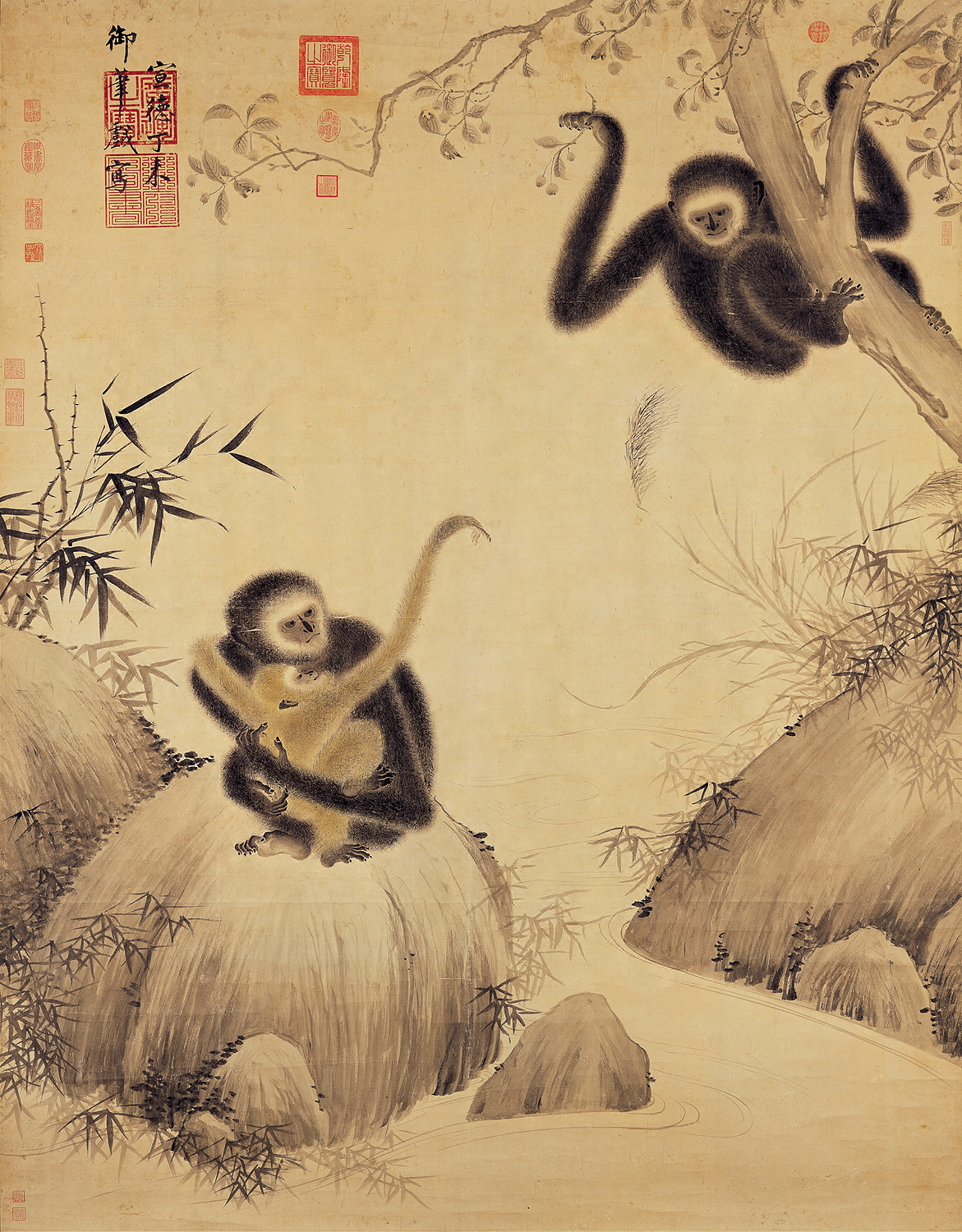
Spelende gibbons door keizer Xuande (1427), hangende rol met inkt en kleur op papier
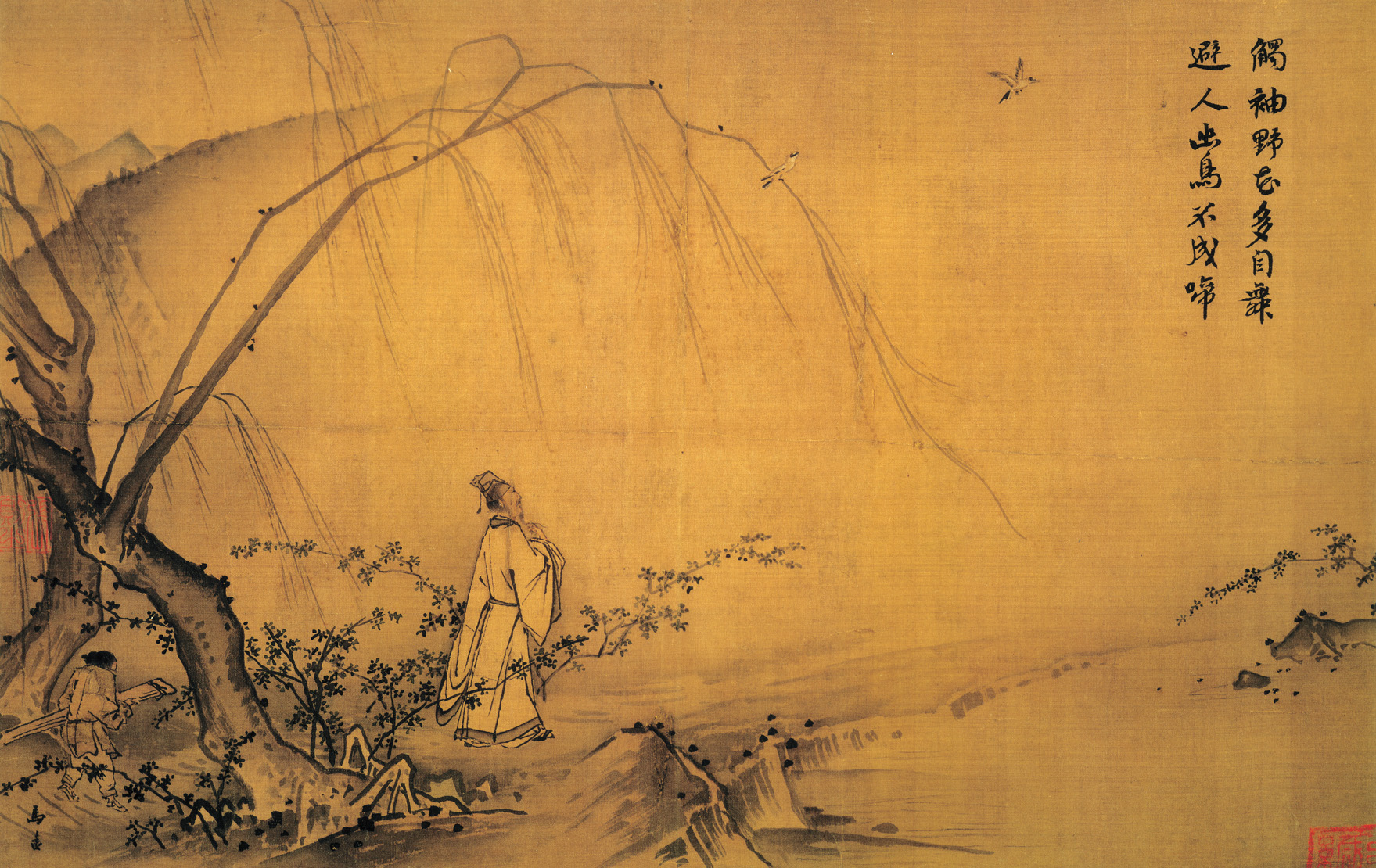
Wandelen op pad in het voorjaar door Ma Yuan (ca. 1160–1225), albumblad met gewassen inkt op zijde
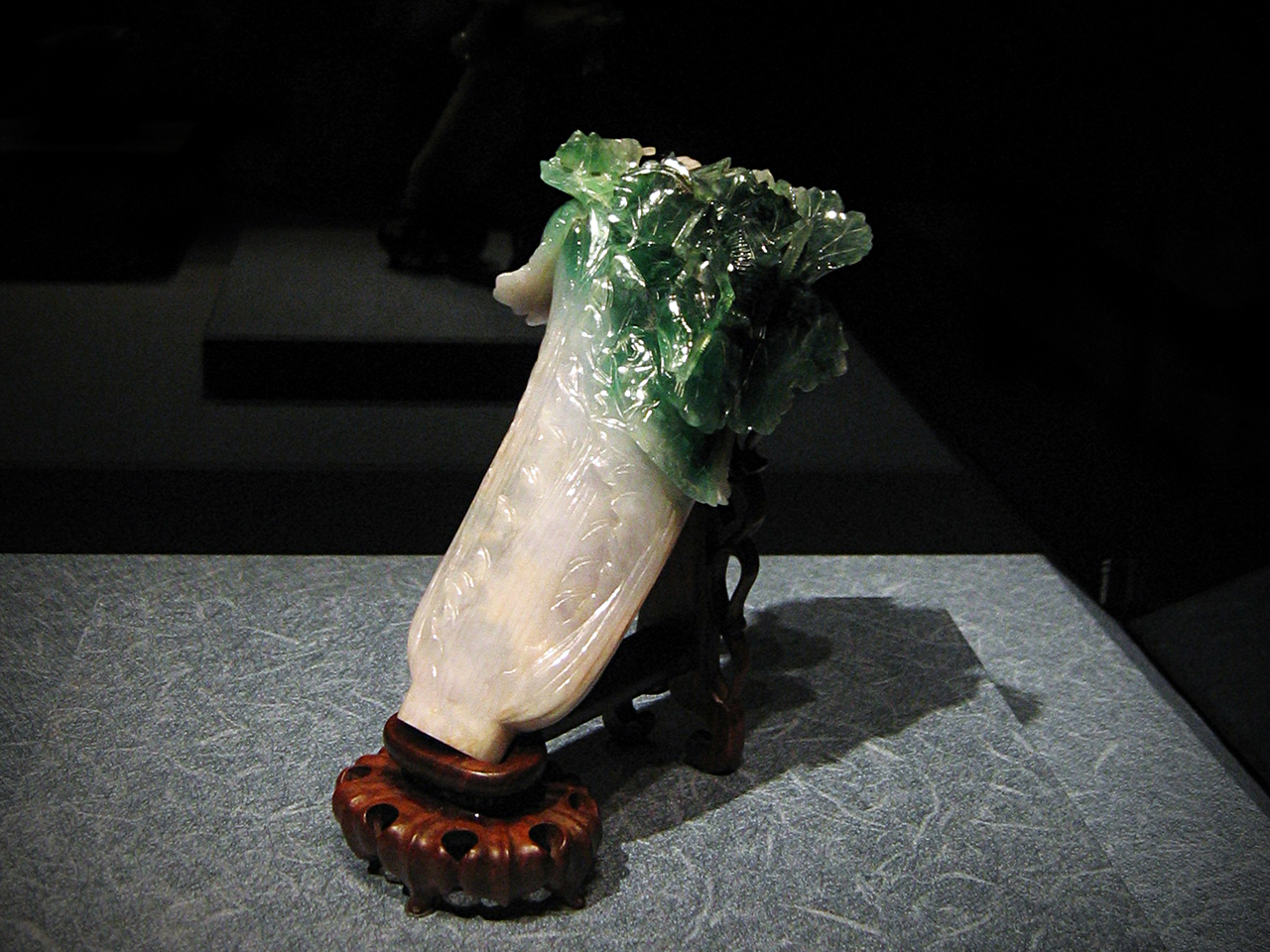
De Kool van jade (negentiende eeuw), beeldhouwer onbekend. Het jade is niet veel groter dan een volwassen mensenhand.
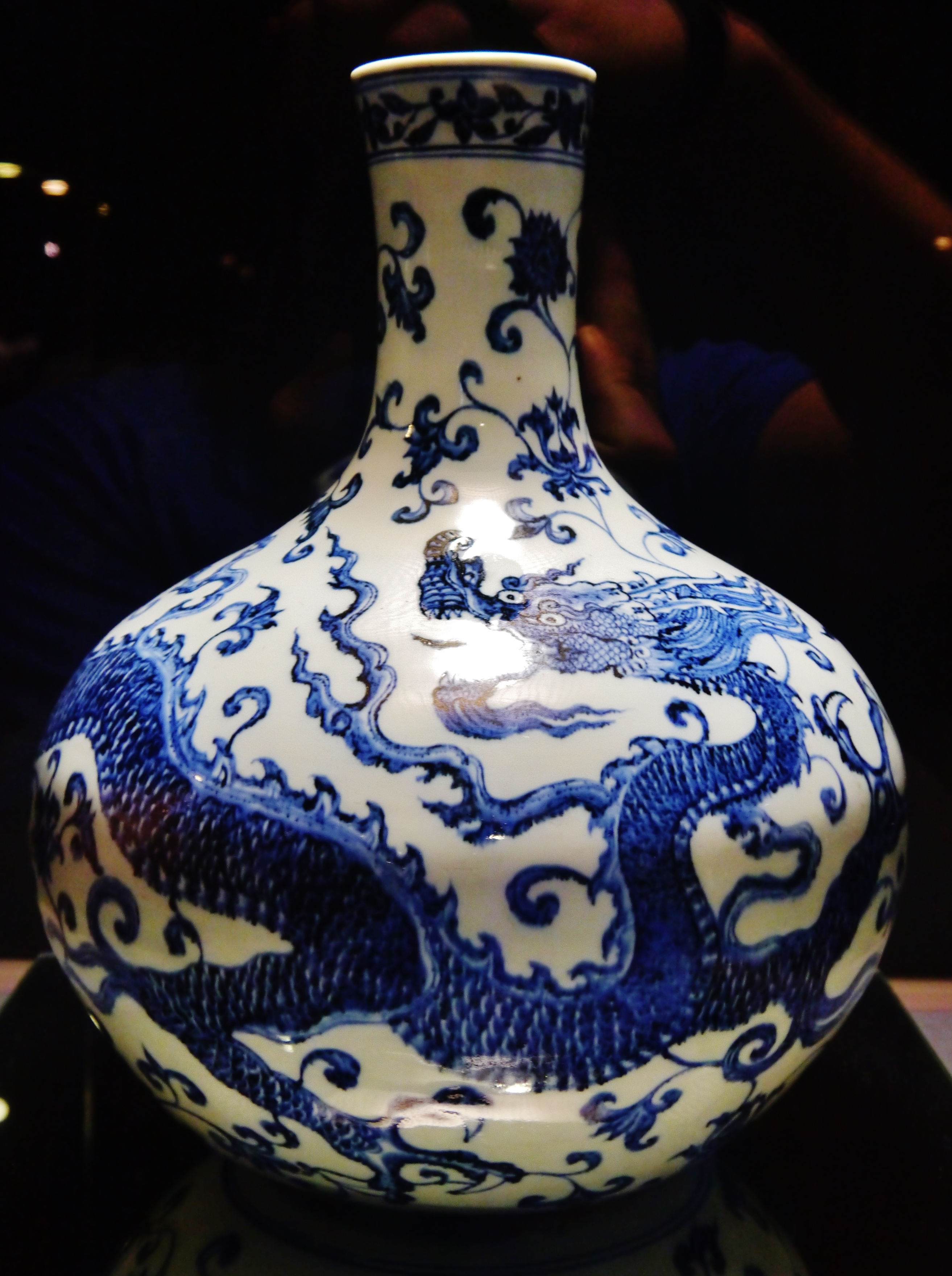
Vaas met vliegende draak, porseleinen vaas met azuurblauw onderglazuur (ca. 1403–1424, Ming-periode)
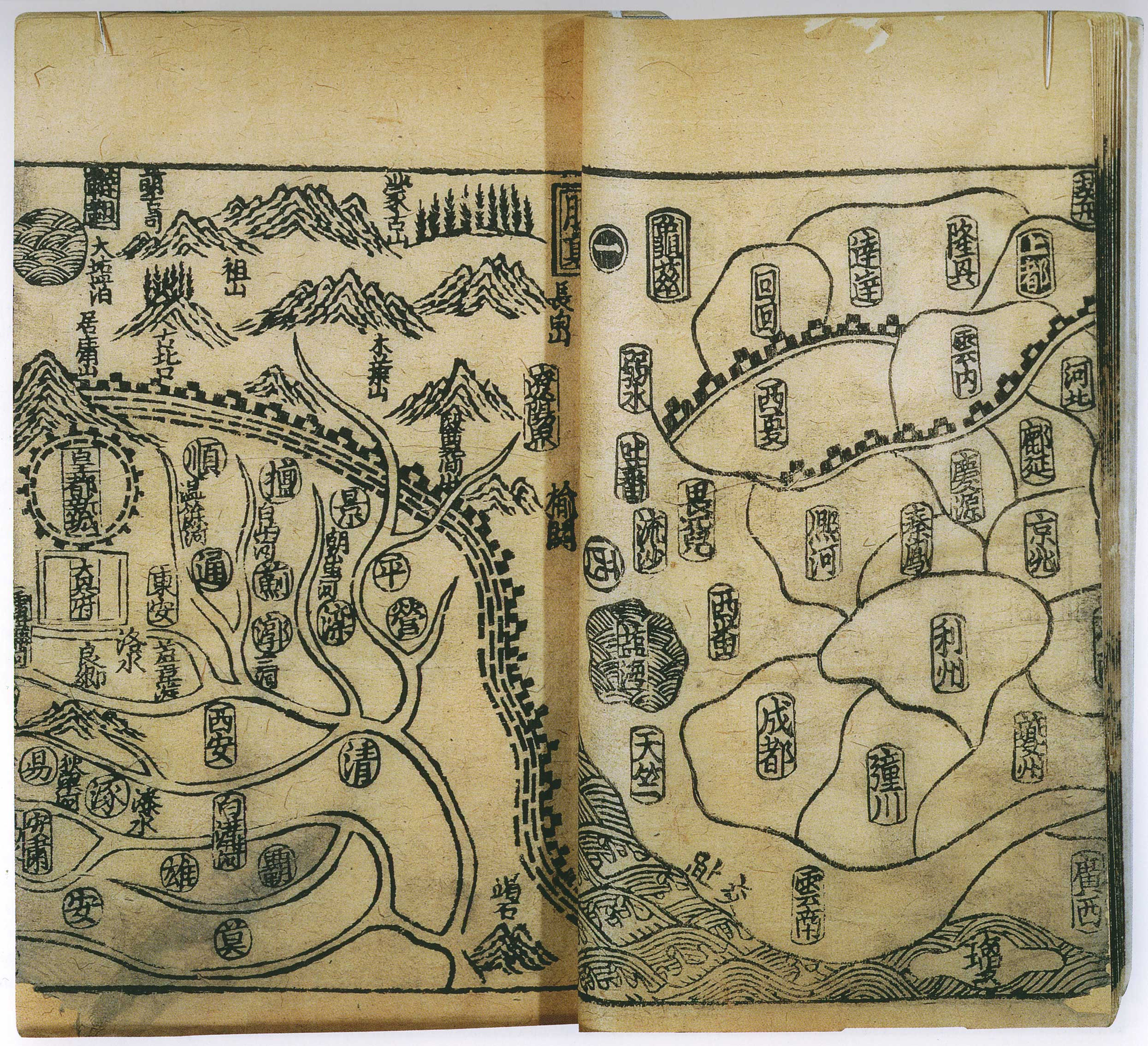
Topografie en opmerkelijke geografische kenmerken van het gehele Yuan-rijk (ca. 1297–1307), verwerkt met blokdruk
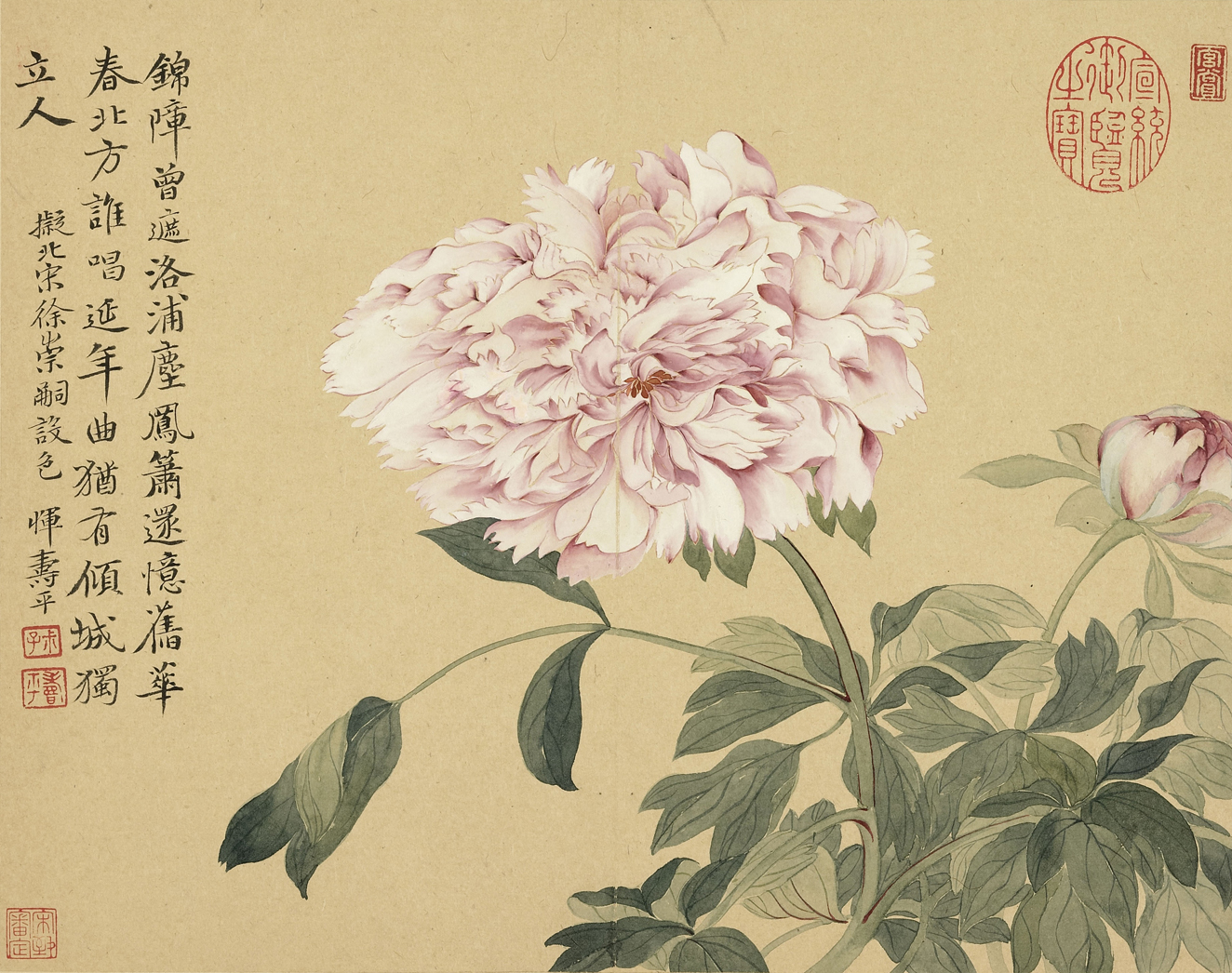
Pioenen door Yun Shouping (zeventiende eeuw), vogel- en bloemschildering op papier